# Pimpla arctica
Pimpla arctica là một loài tò vò trong họ Ichneumonidae.